# Реактивное сопротивление
В электрических и электронных системах реактивное сопротивление (также реактанс) — это сопротивление элемента схемы, вызванное изменением тока или напряжения из-за индуктивности или ёмкости этого элемента. Понятие реактивного сопротивления аналогично электрическому сопротивлению, но оно несколько отличается в деталях.
В векторном анализе реактивное сопротивление используется для вычисления амплитудных и фазовых изменений синусоидального переменного тока, проходящего через элемент цепи. Обозначается символом {\displaystyle X}. Идеальный резистор имеет нулевое реактивное сопротивление, тогда как идеальные катушки индуктивности и конденсаторы имеют, соответственно нулевое и бесконечно большое сопротивление — то есть, реагируют на ток только по наличию реактивного сопротивления. Величина реактивного сопротивления катушки индуктивности увеличивается пропорционально увеличению частоты, в то время как величина реактивного сопротивления конденсатора уменьшается пропорционально увеличению частоты.

## Ёмкостное сопротивление
Конденсатор состоит из двух проводников, разделённых изолятором, также известным как диэлектрик.
Ёмкостное сопротивление — это сопротивление изменению напряжения на элементе. Ёмкостное сопротивление {\displaystyle X_{C}} обратно пропорционально произведению частоты сигнала {\displaystyle f} (или угловой частоте {\displaystyle \omega }) и ёмкости {\displaystyle C}.
В литературе существует два варианта определения реактивного сопротивления для конденсатора. Одним из них является использование единого понятия реактивного сопротивления в качестве мнимой части полного сопротивления, и, в этом случае, реактивное сопротивление конденсатора является отрицательным числом:
{\displaystyle X_{C}=-{\frac {1}{\omega C}}=-{\frac {1}{2\pi fC}}}.
Другой выбор состоит в том, чтобы определить ёмкостное сопротивление как положительное число,
{\displaystyle X_{C}={\frac {1}{\omega C}}={\frac {1}{2\pi fC}}}.
В этом случае нужно помнить о добавлении отрицательного знака к импедансу то есть {\displaystyle Z_{c}=-jX_{c}}.
На низких частотах конденсатор эквивалентен разомкнутой цепи, если в диэлектрике ток не течёт.
Постоянное напряжение, приложенное к конденсатору, вызывает накопление положительного заряда на одной обкладке и накопление отрицательного заряда на другой обкладке; электрическое поле за счёт накопленного заряда является источником, который противодействует току. Когда потенциал, связанный с зарядом, точно уравновешивает приложенное напряжение, ток падает до нуля.
Приводимый в действие источником переменного тока (идеальный источник переменного тока), конденсатор будет накапливать только ограниченное количество заряда, прежде чем разность потенциалов изменит полярность и заряд вернётся к источнику. Чем выше частота, тем меньше накапливается заряд и тем меньше противодействие току.

## Индуктивное сопротивление
Индуктивное реактивное сопротивление — это свойство, проявляемое индуктивностью, и индуктивное реактивное сопротивление существует благодаря тому, что электрический ток создаёт вокруг него магнитное поле. В контексте цепи переменного тока (хотя эта концепция применяется при любом изменении тока), это магнитное поле постоянно изменяется в результате изменения тока, который меняется во времени. Именно это изменение магнитного поля создаёт  электрический ток в том же проводе, в направлении, противоположном  току, создающему это переменное магнитное поле. Это явление известно как закон Ленца. Следовательно, индуктивное сопротивление  характеризует противодействие изменению тока через индуктивность.
Для идеальной катушки индуктивности в цепи переменного тока сдерживающее влияние на изменение протекания тока приводит к задержке или сдвигу фаз переменного тока относительно переменного напряжения. В частности, идеальная индуктивность (без сопротивления) вызовет отставание тока от напряжения на четверть цикла или на 90°.
В электроэнергетических системах индуктивное реактивное сопротивление (и ёмкостное реактивное сопротивление, однако индуктивное реактивное сопротивление более распространено) может ограничивать пропускную способность линии электропередач переменного тока, поскольку мощность не передаётся полностью, когда напряжение и ток находятся в противофазе (подробно описано выше). То есть ток будет течь для противофазной системы, однако реальная мощность в определённые моменты времени не будет передаваться, потому что будут моменты, в течение которых мгновенный ток будет положительным, а мгновенное напряжение отрицательным, или наоборот, подразумевая отрицательную мощность передачи. Следовательно, реальная работа не выполняется, когда передача энергии является «отрицательной». Однако ток всё ещё течёт, даже когда система находится в противофазе, что приводит к нагреву линий электропередачи из-за протекания тока. Следовательно, линии электропередачи могут только сильно нагреваться (иначе они физически сильно прогибаются из-за тепла, расширяющего металлические линии электропередачи), поэтому операторы линий электропередачи имеют «потолок» в отношении величины тока, который может протекать через данную линию, и чрезмерное индуктивное сопротивление ограничивает мощность линии. Поставщики электроэнергии используют конденсаторы для сдвига фазы и минимизации потерь в зависимости от схемы использования.
Индуктивное реактивное сопротивление {\displaystyle \scriptstyle {X_{L}}} пропорционально частоте синусоидального сигнала {\displaystyle f} и индуктивности {\displaystyle L}, которая зависит от геометрических размеров и формы индуктивности.
{\displaystyle X_{L}=\omega L=2\pi fL}
Средний ток, протекающий через индуктивность {\displaystyle \scriptstyle {L}} в цепи с источником синусоидального переменного тока со  среднеквадратичной амплитудой напряжения{\displaystyle A} и частотой {\displaystyle f} равен:
{\displaystyle I_{L}={A \over \omega L}={A \over 2\pi fL}}.
Поскольку меандр (источник прямоугольного сигнала) можно представить в виде  синусоидальных гармоник
(согласно теореме Фурье), средний ток, протекающий через индуктивность {\displaystyle L}, включенную последовательно с  источником переменного прямоугольного сигнала среднеквадратичной амплитуды {\displaystyle A} и частоты {\displaystyle f}, равен:
{\displaystyle I_{L}={A\pi ^{2} \over 8\omega L}={A\pi  \over 16fL}}
создавая иллюзию как если бы реактивное сопротивление прямоугольной волны на 19 % меньше {\displaystyle X_{L}={16 \over \pi }fL} , чем реактивное сопротивление синусоидального сигнала с той же частотой:
Любой проводник конечных размеров имеет индуктивность; индуктивность обычно делается из электромагнитных катушек, состоящих из множества витков провода. Согласно закону электромагнитной индукции Фарадея возникает ЭДС {\displaystyle {\mathcal {E}}}  в цепи, которая равна скорости изменения магнитного потока через контур.
{\displaystyle {\mathcal {E}}=-{{d\Phi _{B}} \over dt}}
А для индуктивности состоящей из {\displaystyle \scriptstyle N} витков соответственно
{\displaystyle {\mathcal {E}}=-N{d\Phi _{B} \over dt}}
Эта ЭДС стремиться компенсировать изменение тока в цепи. Постоянный ток имеет нулевую скорость изменения и рассматривает катушку индуктивности как обычный проводник (так как она обычно сделана из материала с низким удельным сопротивлением). При протекании переменного тока через катушку возникает   индуктивное сопротивление, растущее пропорционально  частоте переменного тока.

## Полное сопротивление
Как реактивное сопротивление {\displaystyle \scriptstyle {X}} так и обычное сопротивление {\displaystyle R} компоненты импеданса {\displaystyle Z}.
{\displaystyle Z=R+jX}
где:
- {\displaystyle Z} — импеданс, измеряемый в омах;
- {\displaystyle R} — сопротивление, измеряемое в омах. Это также действительная часть импеданса: {\displaystyle {R=\Re {(Z)}}}
- {\displaystyle X} — реактанс, измеряемый в омах. Это также мнимая часть импеданса: {\displaystyle {X=\Im {(Z)}}}
- {\displaystyle j} — мнимая единица, чтобы отличать от тока, который обозначается обычно {\displaystyle i}.

Когда и конденсатор и катушка индуктивности соединены последовательно в цепь, их вклады к полному импедансу цепи противоположны. Ёмкостное сопротивление {\displaystyle X_{C}}, и индуктивное сопротивление {\displaystyle X_{L}},
вносят свой вклад в общее реактивное сопротивление {\displaystyle \scriptstyle {X}} в виде суммы
{\displaystyle {X=X_{L}+X_{C}=\omega L-{\frac {1}{\omega C}}}}
где:
- {\displaystyle \scriptstyle {X_{L}}} — индуктивное сопротивление, измеряемое в омах;
- {\displaystyle \scriptstyle {X_{C}}} — ёмкостное сопротивление, измеряемое в омах;
- {\displaystyle \omega } — угловая частота, {\displaystyle 2\pi } умноженная на частоту в Гц.

Отсюда:
- если {\displaystyle X>0}, то реактанс имеет вид индуктивности;
- если {\displaystyle X=0}, импеданс  имеет  только действительную часть;
- если {\displaystyle X<0}, то реактанс имеет вид ёмкости.

Замечание, в случае определения {\displaystyle X_{L}} и {\displaystyle X_{C}} как положительных величин, то формула меняет знак на отрицательный:
{\displaystyle {X=X_{L}-X_{C}=\omega L-{\frac {1}{\omega C}}}},
но конечное значение одинаково.

### Фазовые отношения
Фаза напряжения на чисто реактивном устройстве (конденсатор с бесконечным сопротивлением или индуктивности с нулевым сопротивлением) отстаёт от тока на {\displaystyle {\frac {\pi }{2}}} радиан для ёмкостного сопротивления и опережает ток на {\displaystyle {\frac {\pi }{2}}} радиан для индуктивного сопротивления. Знание активного  и реактивного сопротивлений позволяет определить фазу между напряжением и током.
{\displaystyle {\begin{aligned}{\tilde {Z}}_{C}&={1 \over \omega C}e^{j(-{\pi  \over 2})}=j\left({-{\frac {1}{\omega C}}}\right)=jX_{C}\\{\tilde {Z}}_{L}&=\omega Le^{j{\pi  \over 2}}=j\omega L=jX_{L}\quad \end{aligned}}}
Для реактивной составляющей  сопротивления разность фаз между током и напряжением равна  ± {\displaystyle {\frac {\pi }{2}}} для  синусоидального сигнала. Компонент попеременно поглощает энергию из контура и затем возвращает энергию в контур, таким образом, чистое реактивное сопротивление не рассеивает мощность.